# سرگئی اوروسیفسکی
سرگئی پاولوویچ اوروسیفسکی (روسی: Серге́й Павлович Урусевский؛ ‏ ۲۳ دسامبر ۱۹۰۸ – ۱۲ نوامبر ۱۹۷۴) کارگردان، فیلم‌نامه‌نویس، فیلم‌بردار و تصویربردار صحنه اهل امپراتوری روسیه بود. شهرت او به واسطهٔ همکاری‌هایش با کارگردانان نامداری چون گریگوری چوخرای، میخائیل کالاتازوف و یولی رائیزمان است. وی در سبک فیلم‌برداری خود، تأثیرپذیرفته از ادوارد تیسه است که فیلم‌برداری اعتصاب به کارگردانی سرگئی آیزنشتاین را به عهده داشت.
از فیلم‌هایی که وی در آن‌ها نقش داشته‌است، می‌توان به بازگشت واسیلی بورتنیکوف، درناها پرواز می‌کنند، نامه‌ای که هرگز فرستاده نشد و من کوبا هستم اشاره نمود.